# Баланешти
Баланешти (рум. Dealul Bălănești) највиша је географска тачка у Молдавији, са надморском висином од 430 метара (по неким изворима 428,2 метра.), површине око 1,2 км², 60 км западно од Кишињева. Баланешти је ниже копнено узвишење до 500 метара које можемо назвати брдом, међутим, границе су произвољне и варирају од краја до краја. Брдо се налази у западном дијелу земље, недалеко од границе са Румунијом и припада Централно Молдавској узвисини или Кодри Баланешти је и дио развођа између басена ријека Прут и Дњестар. У близини брда су села Баланешти, Милешти, Геурењ, а 18 км од врха се налази град Калараш.
Падине су прекривене шумама и користе се у рекреативне сврхе.